# Kenrickodes rosea
Kenrickodes rosea är en fjärilsart som beskrevs av Emilio Berio 1959. Kenrickodes rosea ingår i släktet Kenrickodes och familjen nattflyn. Inga underarter finns listade i Catalogue of Life.